# El (god)
IL (Ugaritisch: 𐎛𐎍;  was oorspronkelijk de naam van een Ugaritische god, de hoofdgod in het Kanaänitische pantheon. De overige goden in het pantheon worden aangeduid met 𐎎𐎅𐎍, mhl,
In het Akkadisch was de naam bekend als ilum, later ilu, geschreven als 𒀭(DINGIR). De genitief was ilī en het meervoud ilāni of ilū. De naam komt vaak als theofoor element in persoonsnamen voor, zoals ili-pada of Arik-den-ili.

## De Ugaritische IL
De meeste informatie over de Ugaritische god IL is gevonden in het noorden van het oude Syrië en stamt uit de tweede helft van het 2e millennium v.Chr., maar deze grijpt terug op oudere tradities. Zijn functie was die van oudere vader van de godenfamilie, voorzitter van de goddelijke vergadering en scheppergod. Als zijn partner gold Asjera.
In inscripties uit het 1e millennium v.Chr. uit Syrië, Palestina en Jordanië wordt IL echter zelden genoemd en staat hij niet aan de top van de hiërarchie, maar volgt op het noemen van de god die leidend was in de stadstaat of politieke entiteit waarover de tekst gaat. In een deel van de vakliteratuur wordt daarom vanuit de these geredeneerd dat El rond het begin van het 1e millennium v.Chr. in bepaalde mate een deus otiosus was geworden, een god die niet meer actief werd aanbeden, en dus geen rol van betekenis meer speelde in de religieuze gebruiken in de regio Syrië / Palestina. Veel van zijn vroegere eigenschappen werden overgenomen door goden als Baäl Sjamain ("heer van de hemel").
Er ontstaat echter een volledig ander beeld als de bewaard gebleven delen van de literatuur uit die periode, met uitzondering van de Hebreeuwse Bijbel, en de persoonsnamen in aanmerking worden genomen. Zo is El in de uit het Aramees overgeleverde spreuken van Achiqar de meestgenoemde godheid met in essentie een ongewijzigd profiel dat al bleek uit de Ugaritische teksten. Ook in de inscriptie uit het oostjordaanse Tell Dēr ‘Allā (het Bijbelse Sukkot) is IL overduidelijk de voorzitter van het pantheon, wiens spreuken aan de ziener Balaam (de Bijbelse Bileam) worden overgedragen. Ten slotte tonen ook de werken van Philo van Byblos over Kronos / IL aan dat IL nog tot in de eerste eeuw n.Chr. algemeen bekend was, ook al werd zijn profiel in de hellenistische periode kritiekloos vermengd met de overige mythologie.

### Profiel van El
El spruit voort uit een als clan of grote familie geconcipieerd pantheon, dat hij als ideale patriarch voorzit en waarvan zijn goddelijke medeleden als zijn kinderen worden beschouwd. Een voorbeeld hiervan is de "Aanroeping van de goden":
IL, zonen van IL, kring van de zonen van IL, verzameling van de zonen van IL.
De godheid IL wordt als godenvader afgeschilderd in een kring van de overige goden, waarbij deze familie-godengroep in het huis van IL aanwezig is om hun vader tot en met volledige dronkenschap te lauweren.
De positionering van El als patriarch leidde tot de Interpretatio Graeca met Kronos door Philo van Byblos. Kenmerken van zijn eigenschappen zijn:
1. Hij is als vader van de goden al zeer oud en gaat terug tot in de Oertijd. Hij wordt daarom ook wel "de vader van de jaren" genoemd[7] of als "grijsharige god" afgeschilderd.[8]
2. Hij is niet alleen de stamvader van de goddelijke stam, maar geldt ook als "schepper van het geschapene"[9] en "vader van de mensheid".[10] Daarom kan hij in gebed ook als "vader" worden aangesproken.[11]
3. Door zijn hoge leeftijd verschijnt El ook als een wijze god,[12] die op dit gebied alle goden en mensen overtreft.[13][14]
4. Een in het oog springende eigenschap van El is zijn vriendelijke geaardheid, die zich in een goedaardige houding vertaalt. Zo wordt El in Ugaritische teksten aangeduid met elkaar aanvullende epithetons als lṭpn, "de goede / vriendelijke" en d pid, "die van het hart / betekenis", waarbij die laatste aanduiding verwijst naar zijn verstand en grote wijsheid. Dit komt overeen met het feit dat het El is die zich op eigen initiatief tot de rouwende Keret richt en hem door wijs advies aan een nieuw gezin helpt. Het is ook El die de andere goden vraagt om de terminaal zieke Danil te genezen, en uiteindelijk, nadat ze dit duidelijk niet kunnen, hen vriendelijk wegstuurt om vervolgens zelf een helende demon te creëren.[15] In gebed kunnen genade, trouw en redding verleend door El ook direct worden aangeroepen, als hypostasen van El.[16]
5. El is een zegenende god, waarbij zijn zegen zich vooral uit in de zekerheid van nakomelingen.[17] Ook hierin wordt de bijzondere betekenis van El duidelijk, wanneer andere goden zoals Baäl zich tot El richten om hun beschermelingen op die manier te zegenen. Een voorbeeld hiervan is de bezwering waarin een onvruchtbare vrouw in de rol van Anat voor haar vader El wordt gebracht, die zijn dochters bede om vruchtbaarheid verhoort.[18]

Het feit dat El vaak wordt aangeduid als een "stier" past goed in de duidelijk primaire context van het aanbidden van El, die de godswereld construeert volgens het model van een familie of een clan, waarin El, de "god" bij uitstek, als voorvader en opperste autoriteit met uitmuntend scheppings- en productiepotentieel zijn kudde leidt als een stier.

### Woonplaats van IL
Ook als IL een tempel in Ugarit zou hebben, in de mythologie wordt hij op verschillende plaatsen gelocaliseerd. De verering van IL strekte zich uit van Palestina tot in het zuiden van Anatolië, dus het is niet verwonderlijk dat in de loop van de eeuwen verschillende plaatsen of gebieden met El werden verbonden.
De oudste tradities plaatsen IL "in het midden van het gebergte", waarbij hier de niet verder bekende "Berg van K" wordt genoemd. Tegelijk verwijst het epos over Keret en Aqhat, waarin IL een centrale rol speelt, naar een traditie die stamde uit het gebied van zuid-Syrië / Libanon tot het noorden van Palestina. Ook een stele die door Ramses II werd opgericht ten zuidoosten van het gebergte bij Basan, in Tell Sheikh Sa‘ad verbindt El met (Baäl) Safon en de tekst van Papyrus Amherst 63 plaatst IL in het gebied van Libanon, omdat daar ook de Safon werd genoemd. Daarom kan het gebied van Libanon als een oorspronkelijke – maar niet met zekerheid de oorspronkelijke – woonplaats van IL worden beschouwd. De tekst van Papyrus Amherst 63 verwijst naar de voorstelling dat IL niet alleen maar op de Libanon resideert, maar zijn woning zich in Libanon bevindt. Verder wordt IL beschreven als vergezeld aan de rand van de zee, wat overeenkomt met de ligging van Libanon aan de Middellandse Zee. Gezien de centrale ligging en de onmiskenbare majesteit van het Libanon-massief, biedt dit gebied zich als vanzelf aan als de woonplaats van een god die in het hele Syrisch-Palestijnse gebied werd aanbeden als superieur aan de plaatselijke goden.

## El in theofore namen
Het element 'l komt veelvuldig voor in Israëlitische, Ammonitische en Aramese theofore namen. Het Aramese is hierbij van bijzonder belang, want in het Aramees is het gebruik van 'l in de betekenis van "god" van huis uit onbekend. Aramese bronnen erkennen dat de namen die de Hadad-godheden aan staten of stadstaten gaven, vaak werden overgenomen door koningen of vertegenwoordigers van de politieke elite, terwijl in de overige kringen 'l overheerste.